# Собор Святого Андрея (Сент-Эндрюс)
Собор Святого Андрея (англ. St Andrews Cathedral) — разрушенный католический храм в городе Сент-Эндрюс, область Файф. С момента постройки в 1158 году и до закрытия в период Реформации собор являлся центром шотландского христианства, был кафедральным храмом Сент-Эндрюсского архиепископа. Развалины собора свидетельствуют о его огромных размерах для раннего средневековья, длина собора составляла более 100 метров.

## История
По легенде греческому монаху Регулу явился ангел и сказал, чтобы тот увёз мощи апостола Андрея из города Патры на край света. В результате кораблекрушения монах Регул спасся у берегов Шотландии возле деревни, которая в дальнейшем стала называться в честь Святого Андрея. Впоследствии Апостол Андрей был признан покровителем Шотландии.
В той же деревне была построена церковь в честь канонизированного греческого монаха святого Регула. К 1158 году стало ясно, что церковь не обеспечивает потребности общины, и было решено начать строительство большого собора. Новый собор было решено строить на месте церкви святого Регула.
Строительство началось в 1158 году и продолжалось около 150 лет, собор был построен в романском стиле.
В 1272 и 1279 собор перестраивался и восстанавливался после обрушения западной части от сильного урагана.
В конечном итоге собор святого Андрея был освящён 5 июля 1318 года в присутствии шотландского короля Роберта Брюса.
На протяжении всей своей истории собор подвергался различным повреждениям приводившим в том числе и к значительным обрушениям. Кроме обрушений в процессе строительства, в 1378 году собор очень сильно пострадал от пожара, в южном крыле произошло обрушение в результате зимнего шторма.
Среди духовенства выделяется довольно известный сент-эндрюсский архиепископ Джеймс Кеннеди который в 1450 году основал в Сент-Эндрюсском университете колледж святого Сальватора.

## Период Реформации
Перемены, вызванные начавшейся Реформацией в Шотландии, привели к разрушению и запущению собора.
11 июня 1559 года, шотландский религиозный реформатор Джон Нокс, заложивший основы пресвитерианской церкви, в одной из приходских церквей города Сент-Эндрюс прочитал антикатолическую проповедь. Прямо со службы разгневанные прихожане направились в собор святого Андрея и уничтожили великолепное убранство собора, которое по их мнению противоречило реформатским традициям. Уже 14 июня собор и его мужской монастырь практически перестал функционировать, священники и монахи были насильственно изгнаны из Сент-Эндрюса.
В последующие десятилетия велись споры о восстановлении одного из великолепнейших соборов Шотландии, но к концу XVII века собор уже был полностью разрушен, а стройматериалы шли на постройку других строений в городе Сент-Эндрюс. До 1826 года никаких действий по сохранению остатков собора не предпринималось.
Не все культовые сооружения в период Реформации в Шотландии постигла такая же участь как собор святого Андрея, например собор святого Джайлса был перестроен в соответствии с пресвитерианской молитвенной традицией и дошёл до нас, после реставрации XIX века, в практически неизменном виде. Участь же собора св. Андрея и других церквей города Сент-Эндрюс можно объяснить ораторским талантом Джона Нокса, который спровоцировал нападения на католиков.

## Наше время
К XXI веку собор сохранился лишь фрагментарно, руины стараются поддерживать в приличном состоянии для сохранения наследия и привлечения туристов. Сохранилась часть западной стены, а также один из нефов собора. Большую часть территории собора занимает древнее кладбище, на месте собора также видны вскрытые склепы.

## Башня святого Регула
Башня святого Регула находится на территории собора, но вероятнее всего была построена раньше собора и являлась частью церкви святого Регула. Как предполагается, башня была оставлена для проведения богослужений во время строительства собора, а также хранения мощей святого Андрея. Предположительный облик церкви известен лишь по стилизованным изображениям на оттисках древних печатей. В настоящее время с башни открывается вид на город, море, порт и окрестности.

## Галерея
- Вход на территорию собора
- Часть сохранившейся стены собора
- Часть нефа, башня св. Регула и часть стены
- Сводчатый вход